# Manipulation perverse
Pour plus de détails, voir Fiche technique et Distribution.
Manipulation perverse (Art of Revenge) est un film américain réalisé par Simon Gornick en 2003.

## Synopsis
Lara est lâchée par son mari Matt, au moment où tout semble bien aller professionnellement pour lui. Elle décide de se venger de lui en le faisant tomber dans les pattes d'une jolie blonde qui le lachera à son tour au beau moment.

## Commentaire
- Le scénario fait du spectateur un complice du personnage de Lara, dont la confiance est trahie par Tuesday. Les dernières scènes en sont d'autant plus surprenantes : incohérences du scénario ou art de tenir le spectateur en haleine ?
- Les personnages masculins sont, tant pour Matthew que pour Benjamin, d'une particulière inconsistance, manque de fidélité ou de courage, même à l'intérieur d'une amitié masculine : reflet d'un fait de société ou du point de vue féminin de la réalisatrice ?

## Fiche technique
- Scénario : Simon Gornick
- Production : Nancy Babka, Mark Binder, Linda Carolei, Simon Gornick, Stephanie Kime pour Broad Beach Productions
- Musique : Rossano Totino & Andrew Waggoner
- Photographie : Patrice Lucien Cochet
- Durée : 88 min
- Pays :  États-Unis
- Langue : Anglais
- Couleur : Color

## Distribution
- Stephan Jenkins : Matthew Kane
- Joyce Hyser : Lara Kane
- Nichole Hiltz : Tuesday Arcatur
- Tembi Locke : Isabel 'Izzy' Bloom
- David DeLuise : Benjamin Bloom
- Anthony John Denison : John Ravich (as Tony Denison)